# Gneu Genuci Augurí
Gneu Genuci Augurí (en llatí Cnaeus Genucius Augurinus) va ser tribú amb poder consular els anys 399 aC i 396 aC. Formava part de la família Augurí, una branca de la gens Genúcia.
Era plebeu el que fa pensar que era de la branca de la família que per matrimoni o per decisió pròpia van deixar de ser patricis l'any 439 aC. El 396 aC va morir en una emboscada dels faliscs i capenats.